# Heptathela yanbaruensis
Heptathela yanbaruensis Haupt, 1983 è un ragno appartenente alla famiglia Liphistiidae.
Il nome del genere deriva dal greco ἐπτά, heptà, cioè "sette", ad indicare il numero delle ghiandole delle filiere che possiedono questi ragni, e dal greco θηλή, thelè, che significa capezzolo, proprio ad indicare la forma che hanno le filiere stesse.
Il nome proprio deriva dalla foresta di Yanbaru, nella parte settentrionale dell'isola giapponese di Okinawa, dove è stata rinvenuta, e dal suffisso latino -ensis, che significa: presente, che è proprio lì.

## Caratteristiche
Ragno primitivo appartenente al sottordine Mesothelae: non possiede ghiandole velenifere, ma i suoi cheliceri possono infliggere morsi piuttosto dolorosi
Questa specie ha due spermateche di forma bilobata, con processi secondari laterali, e per queste sue caratteristiche, nell'ambito di questo genere, è stata classificata nel Gruppo B dall'aracnologo Hirotsugu Ono insieme a H. kimurai, H. amamiensis, H. kanenoi, H. kikuyai, H. nishikawai, H. yaginumai, H. higoensis e H. yakushimaensis.

## Distribuzione
Rinvenuta nella foresta di Yanbaru, appartenente al distretto di Kinugami, nella parte settentrionale dell'isola giapponese di Okinawa.